# Hughes D-2
Hughes D-2 là một đề án máy bay tiêm kích và ném bom, do Howard Hughes đề xướng.

## Biến thể
XP-73
XA-37

## Tính năng kỹ chiến thuật
Dữ liệu lấy từ McDonnell Douglas Aircraft since 1920: Volume II
Đặc điểm tổng quát
- Kíp lái: 1 (2 với phiên bản ném bom)
- Chiều dài: 57 ft 10 in (17,6 m)
- Sải cánh: 60 ft (18,29 m)
- Chiều cao: 27 ft 4 in (8,3 m)
- Diện tích cánh: 616 ft² (57,23 m²)
- Trọng lượng có tải: 31.672 lb (14.366 kg)
- Động cơ: 2 × Pratt and Whitney R-2800-49, 2.000 hp (1.500 kW)  mỗi chiếc

 Hiệu suất bay 
- Vận tốc cực đại: 433 mph (697 km/h) trên độ cao 25.000 ft (7.620 m)
- Vận tốc hành trình: 274 mph (441 km/h)
- Tầm bay: 1.000 dặm (1.610 km)
- Trần bay: 36.000 ft (10.975 m)
- Vận tốc lên cao: 2.620 ft/phút (13 m/s)